# 东湖丽苑
东湖丽苑，位于中华人民共和国广东省深圳市罗湖区爱国路3001号，由深圳经济特区房地产公司（深深房）跟香港妙丽集团合作开发，项目土地由深房提供、港方提供资金，最初的购房者大多来自香港或海外。1980年楼花售卖108套，均价每平方米2,730港元，每套约10万港元，由于比香港市面价格低近一半，前后共有5,000多人排队购房，最后只得抽签决定；第二批108套房又推向了香港，旋即售罄；1984年竣工。东湖丽苑是中国大陆自1978年改革开放以来第一个商品房小区，也是当时第一个物业管理小区，如今大门左侧仍就标志有“深圳物业管理第一村”。